# Glenea venenata
Glenea venenata là một loài bọ cánh cứng trong họ Cerambycidae.